# 1458 en santé et médecine
| Années de la santé et de la médecine : 1455 - 1456 - 1457 - 1458 - 1459 - 1460 - 1461    |
| Décennies de la santé et de la médecine : 1420 - 1430 - 1440 - 1450 - 1460 - 1470 - 1480 |

Cet article présente les faits marquants de l'année 1458 en santé et médecine.

## Événements
- 3 décembre : Nicolas de Cues publie les statuts de l'« hôpital des pauvres » (hospitale pauperum), connu depuis comme hôpital Saint-Nicolas (de), qu'il vient de fonder à Cues, sa ville natale, pour y recevoir trente-trois vieillards nécessiteux, dont six membres du clergé et six de la noblesse[1].
- Fondation à Anvers de la Kamer van de Huisarmen, institution municipale de secours aux pauvres[2].
- Le pape Pie II érige la confrérie des Alexiens en ordre religieux[3].
- À Malte, les navires soupçonnés de transporter des pestiférés sont retenus en quarantaine dans la rade de Marsamxett[4].
- Le testament d'Anthony Baldewyn, médecin originaire de Middelbourg et établi à Londres, comprend de nombreux livres, parmi lesquels figurent les Aphorismes d'Hippocrate, le Régime de santé de l'école de Salerne, des œuvres d'Arnaud de Villeneuve, une traduction française du Lilium medicine de Bernard de Gordon et le cinquième volume du Livre pour Mansour de Rhazès, ouvrages dont certains légataires portent des noms italiens[5].

## Publication
- Nicolas de Cues publie son « traité du béryl » (De beryllo) où, développant une comparaison entre la connaissance intellectuelle et la vision physiologique, il esquisse la première description connue des lentilles de vue, alors en effet taillées dans le béryl, « pierre brillante, blanche et transparente[6],[7] ».

## Personnalité
- 1398[8]-1458[9] : fl. Syllanus de Nigris, membre du Collège des médecins de Milan, surtout connu pour son commentaire de la traduction du Livre pour Mansour de Rhazès (864-925) par Gérard de Crémone (1114-1187), imprimé pour la première fois en 1483.

## Décès
- 3 janvier : Jacques Despars (né vers 1380), médecin français, connu pour son commentaire du Canon d'Avicenne (1453[10]).
- Giovanni d'Arcole (de)[11] (né entre 1390 et 1393), médecin italien, professeur à Bologne, Padoue et Ferrare, auteur d'une Practica medica et de commentaires de Rhazès et d'Avicenne[12].
- 1458 ou 1467 : Antoine Cermisonus (né à une date inconnue), professeur de médecine à Padoue, auteur d'un traité intitulé Consilia medica numero CLIII contra omnes fere aegritudines a capite ad pedes (« Cent cinquante trois conseils pour le traitement de presque toutes les maladies, depuis la tête jusqu'aux pieds »), eut pour élève Michel Savonarole[13].